# شهرستان کائولیتز (واشینگتن)
کائولیتز شهرستان (به انگلیسی: Cowlitz County, Washington) شهرستانی واقع در ایالت واشنگتن است. در سرشماری سال ۲۰۱۰، جمعیت آن ۱۰۲۴۱۰ بود. مرکز آن کلسو، واشینگتن است، و بزرگترین شهرستان آن لانگویو، تگزاس است. این شهرستان در ۱۸۵۴ آوریل ۲۱ تشکیل شد.